# Fuerza corporal
En física, una fuerza corporal es una fuerza que actúa en todo el volumen de un cuerpo. Las fuerzas debidas a la gravedad, los campos eléctricos y los campos magnéticos son ejemplos de fuerzas corporales. Las fuerzas corporales contrastan con las «fuerzas de contacto» o «fuerzas superficiales», que se ejercen sobre la superficie de un objeto.
Las fuerza ficticia, como la fuerza centrífuga, la fuerza de Euler y el efecto Coriolis, son otros ejemplos de fuerzas corporales.

## Definición

### Cualitativa
Una fuerza corporal es simplemente un tipo de fuerza, por lo que tiene las mismas dimensiones que la fuerza, [M][L][T]−2. Sin embargo, a menudo es conveniente hablar de una fuerza corporal en términos de la fuerza por unidad de volumen o la fuerza por unidad de masa. Si nos interesa la fuerza por unidad de volumen, se denomina densidad de fuerza en todo el sistema.
Una fuerza corporal se diferencia de una fuerza de contacto en que la fuerza no requiere contacto para transmitirse. Por lo tanto, las fuerzas comunes asociadas con el gradiente de presión y la transmisión de calor conductiva y convectiva no son fuerzas corporales, ya que requieren contacto entre los sistemas para existir. La transferencia de calor por radiación, por otro lado, es un ejemplo perfecto de fuerza corporal.
Otros ejemplos de fuerzas corporales comunes son:
- Gravedad,
- Fuerzas eléctricas que actúan sobre un objeto cargado en todo su volumen,
- Fuerzas magnéticas que actúan sobre las corrientes dentro de un objeto, como la fuerza de frenado que resulta de las corrientes parásitas,

Las fuerzas ficticias (o fuerzas inerciales) pueden considerarse fuerzas corporales. Las fuerzas inerciales comunes son:
- Fuerza centrífuga,
- Fuerza de Coriolis,
- Fuerza de Euler (o fuerza transversal), que se produce en un sistema de referencia giratorio cuando la velocidad de rotación del sistema cambia

Sin embargo, las fuerzas ficticias no son realmente fuerzas. Más bien son correcciones a la segunda ley de Newton cuando se formula en un sistema de referencia acelerado. (La gravedad también puede considerarse una fuerza ficticia en el contexto de la relatividad general.)

### Cuantitativo
La densidad de la fuerza corporal se define de manera que la integral de volumen (a lo largo de un volumen de interés) de la misma da la fuerza total que actúa en todo el cuerpo;
{\displaystyle \mathbf {F} _{\mathrm {body} }=\int \limits _{V}\mathbf {f} (\mathbf {r} )\mathrm {d} V\,,}
donde dV es un elemento de volumen infinitesimal y f es el campo de densidad de fuerza corporal externa”' que actúa sobre el sistema.

## Aceleración
Como cualquier otra fuerza, una fuerza corporal hará que un objeto se acelere. Para un objeto no rígido, la segunda ley de Newton aplicada a un pequeño elemento de volumen es
{\displaystyle \mathbf {f} (\mathbf {r} )=\rho (\mathbf {r} )\mathbf {a} (\mathbf {r} )},
donde ρ(r) es la densidad de masa de la sustancia, ƒ la densidad de fuerza y ρ) es la aceleración, todo ello en el punto r.

## El caso de la gravedad
En el caso de un cuerpo en el campo gravitatorio en la superficie de un planeta, a(r) es casi constante (g) y uniforme. Cerca de la Tierra
{\displaystyle g=9,81{\text{ }}\mathrm {ms} ^{-2}}.
En este caso, simplemente
{\displaystyle \mathbf {F} _{\mathrm {cuerpo} }=\int \limits _{V}\rho (\mathbf {r} )\mathbf {g} \mathrm {d} V=\int \limits _{V}\rho (\mathbf {r} )\mathrm {d} V\cdot \mathbf {g} =m\mathbf {g} }
donde m es la masa del cuerpo.